# Cavendishia osaensis
Cavendishia osaensis är en ljungväxtart som beskrevs av J. L. Luteyn och J. F. Morales. Cavendishia osaensis ingår i släktet Cavendishia och familjen ljungväxter. Inga underarter finns listade i Catalogue of Life.